# Acquaviva
Acquaviva é um município de San Marino. Possui uma área de 4,86 km² e uma população de 2.144 habitantes (2020).
Limita-se a leste com Borgo Maggiore, ao sul com a Cidade de San Marino, e os municípios italianos de San Leo (a oeste) e Verucchio (ao norte).

## Dados
- População (2020): 2.144 habitantes.
- Área: 4,86 km²
- Densidade demográfica: 441,15 hab/km²
- Capital: Acquaviva